# Esperanza Velázquez Bringas
Esperanza Velázquez Bringas (Orizaba, 1899 - Ciudad de México, 15 de mayo de 1980) fue una periodista, escritora, profesora, abogada, bibliotecaria y feminista mexicana. Es considerada pionera en las entrevistas hechas por mujeres en México. Fue la primera mujer en dirigir la Biblioteca Nacional de México, en 1929, la primera mujer magistrada del Tribunal Superior de Justicia del DF, en 1947 y primera mujer ministra de la Suprema Corte de Justicia de la Nación, en 1961.

## Trayectoria
Nació en una familia dedicada a la industria textil. Inició sus estudios en Orizaba y después se trasladó a la Ciudad de México, donde estudió en la Escuela de Altos Estudios y continuó su carrera en Yucatán. Presenció la matanza de Río Blanco, lo que marcó su perspectiva de luchar por los sectores vulnerables. Asistió al Primer Congreso Feminista de Yucatán, donde entabló amistad con los gobernadores Salvador Alvarado y Felipe Carrillo Puerto.
A los 18 años comenzó a publicar en el periódico El Pueblo, El Heraldo de México y El Universal, así como El Popular y Tierra, Portavoz del oprimido, en Yucatán. Fue jefa del departamento de bibliotecas de la SEP y posteriormente fue directora de la Biblioteca Nacional de México. Fue nombrada por Lázaro Cárdenas como Agente de la Defensoría de Oficio del Fuero Penal en 1935.
Velázquez Bringas realizó entrevistas a personas como Gabriela Mistral, José Vasconcelos y Carlos Mérida y compiló los discursos de Plutarco Elías Calles. Trabajó con Diego Rivera y Rafael Heliodoro. Editó textos de Tolstoi, Simón Bolivar, Rosa Luxemburgo y Alfonso Reyes, dirigido a un público infantil. Fue parte de organizaciones políticas como el Partido Laborista Mexicano, el Partido Socialista, el Sindicato de Redactores de Prensa y la  Asociación de Periodistas y Escritores Revolucionarios.

## Obra
- Pensadores y artistas
- Rosa Naútica
- Japón
- El arte en la Rusia actual
- México ante el mundo
- Lecturas populares
- índice de escritores.